# 藤野嘉子
藤野 嘉子（ふじの よしこ、1957年5月30日 - ）は、東京都出身の料理研究家。夫はフレンチレストラン・カストールのシェフ、藤野賢治。

## 略歴
学習院女子高等科卒業後、香川栄養専門学校製菓科入学。
在学中から日本テレビ「キユーピー3分クッキング」アシスタント、料理研究家助手を務める。
1985年、フリーとなり雑誌、テレビ、講習会で料理の指導をする。
2007年、am/pmが大人の食育としてスタートした「カラダにキブンにイイコトクラブ」を監修。
著作多数。

## 著作
- 『低カロリーの簡単和食』（マイ・ベストクッキング）（講談社、1992年）
- 『子どもの朝食メニュー:朝食抜きの子どもは低体温症になり、集中力、持続力を失うという実験結果から生まれた本!』（マイライフシリーズ）（グラフ社、1992年）
- 『子どものおやつ “好き嫌い”にサヨナラ！』（マイライフシリーズ）（グラフ社、1993年）
- 『ひと皿完結の料理 ワンディッシュの決定版！』（マイライフシリーズ）（グラフ社、1993年）
- 『子どもが作るお菓子』おかべりか 絵（マイライフシリーズ）（グラフ社、1994年）
- 『子どもが作るお料理』おかべりか 絵（マイライフシリーズ）（グラフ社、1994年）
- 『野外で楽しむアウトドア弁当』（マイライフシリーズ）（グラフ社、1994年）
- 『お鍋ひとつでかんたん和食』（レシピ1･2・3）（講談社、1996年）
- 『シェフ対シュフのごちそう対決』（文化出版局、1997年）
- 『はじめての幼稚園弁当』（主婦の友 ミニブックス）（主婦の友社、1998年）
- 『ちらし・炊き込み・混ぜご飯:純和風から洋、中華風、エスニックまで』（マイライフシリーズ特集版）（グラフ社、1998年）
- 『サラダで元気！』（講談社、1999年）
- 『子どもが喜ぶおやつレシピ:好き嫌いをなくす工夫、短時間で作るアイデア!』（マイライフシリーズ特集版）（グラフ社、1999年）
- 『子どもが喜ぶお酢すめ料理:お母さん応援レシピ』共著：赤堀博美（素朴社、2001年）
- 『子どもが作る料理＆お菓子ブック』〈改訂版〉おかべりか 絵（マイライフシリーズ特集版）（グラフ社、2002年）
- 『料理の基本おいしい和食 これだけは覚えたい! 』（永岡書店、2003年）
- 『女の子の大好きなお弁当』（文化出版局、2004年）
- 『作れるようで作れないおかあさんの味:近頃むしょうに食べたくなるのに...』（別冊すてきな奥さん主婦と生活社、2005年）
- 『子どもの朝食メニュー』監修：鈴木正成（マイライフシリーズ）（グラフ社、2005年）
- 『鮭、いか、あじはえらい！』（文化出版局、2006年）
- 『はじめての料理』（永岡書店、2007年）
- 『肉じゃがから豚の角煮まで。』（小学館、2009年）
- 『まとめて、作って。ラクラクおかず』（新星出版社、2009年）
- 『男の子のよろこぶお弁当』（文化出版局、2009年）